# Championnats du Commonwealth de course en montagne et ultradistance
Les Championnats du Commonwealth de course en montagne et ultradistance sont une compétition de course en montagne, course de 24 heures, 100 km et trail. Ils sont organisés sous forme biennale et ont eu lieu en 2009 et 2011. Une 3e édition était prévue en 2015 mais n'a pas encore eu lieu.
Ils sont organisés par la Fédération des Jeux du Commonwealth en association avec la World Mountain Running Association et l'International Association of Ultrarunners. Ces championnats ont été créés pour valoriser les épreuves de course en montagne et d'ultradistance, afin de les intégrer dans les Jeux du Commonwealth.

## Éditions
| Édition | Année | Ville     | Pays           | Date         |
| ------- | ----- | --------- | -------------- | ------------ |
| 1re     | 2009  | Keswick   | Angleterre     | 20 septembre |
| 2e      | 2011  | Llanberis | Pays de Galles | 24 septembre |

## Palmarès

### Hommes
| Année | Épreuve                               | Or                        | Argent         | Bronze         |
| ----- | ------------------------------------- | ------------------------- | -------------- | -------------- |
| 2009  | 24 heures                             | Martin Fryer              | Jo Blake       | John Pares     |
| 2009  | Course en montagne montée             | Wilson Kipkosgei Chemweno | Jonathan Wyatt | Kris Swanson   |
| 2009  | Course en montagne montée et descente | Wilson Kipkosgei Chemweno | Adam Grice     | Billy Burns    |
| 2009  | 100 km                                | Jez Bragg                 | Matthew Giles  | Matthew Linas  |
| 2011  | 24 heures                             | John Pares                | David Kennedy  | Pat Robbins    |
| 2011  | Course en montagne                    | James McMullan            | Robbie Simpson | Joe Symonds    |
| 2011  | Trail                                 | Richard Gardiner          | Andrew Davies  | Nathaniel Lane |

### Femmes
| Année | Épreuve                               | Or                 | Argent          | Bronze                   |
| ----- | ------------------------------------- | ------------------ | --------------- | ------------------------ |
| 2009  | 24 heures                             | Sharon Gater       | Vicky Skelton   | Susannah Harvey-Jamieson |
| 2009  | Course en montagne montée             | Anna Frost         | Katie Ingram    | Rebecca Robinson         |
| 2009  | Course en montagne montée et descente | Katie Ingram       | Sarah Tunstall  | Pamela Bundotich         |
| 2009  | 100 km                                | Jackie Fairweather | Emma Gooderham  | Lucy Colquhoun           |
| 2011  | 24 heures                             | Lizzy Hawker       | Emily Gelder    | Meredith Quinlan         |
| 2011  | Course en montagne                    | Lizzie Adams       | Tracey Brindley | Mary Wilkinson           |
| 2011  | Trail                                 | Emma Gooderham     | Angela Mudge    | Kirstin Bull             |